# النجدة 2 (جمعة مول البلاد)
النجدة 2 هي إحدى مشيخات المملكة المغربية، تتبع جغرافيا لإقليم الخميسات وإداريًا لجمعة مول البلاد. يقدر عدد سكانها بـ 3461 نسمة حسب الإحصاء الرسمي للسكان والسكنى لسنة 2004.